# Barisey-la-Côte
 Barisey-la-Côte  là một xã của tỉnh Meurthe-et-Moselle, thuộc vùng Grand Est, đông bắc nước Pháp. Xã này nằm ở khu vực có độ cao trung bình 279 mét trên mực nước biển.